# Watsa
Watsa este un oraș în  provincia Haut-Congo, Republica Democrată Congo. În 2012 avea o populație de 33 385 de locuitori, iar în 2004 avea 27 308.